# Animax (Latinoamérica)
Animax fue la filial para América Latina del canal japonés para jóvenes de Sony Pictures Entertainment, lanzado el 31 de julio de 2005. Sus oficinas se ubicaban en Caracas, Venezuela y São Paulo, Brasil.
Al igual que las demás filiales alrededor del mundo en donde se encuentra disponible, transmitió series de anime, y desde mayo de 2008 comenzó con la emisión de series de acción real y películas distribuidas por Sony Pictures.
El 3 de mayo de 2010, el canal se renovó estrenando nuevo logo y gráfica. Desde el 1 de mayo de 2011 pasó a llamarse Sony Spin, desapareciendo como canal de televisión.

## Historia

### Bloque infantil
En el año 2000, la marca Animax comenzó a ser comercializada en el territorio latinoamericano por Columbia TriStar International Television (CTIT), como un paquete de series animadas que los canales podían adquirir e incluir en su programación como un bloque infantil, acompañado de todo un combo promocional que incluían gráficas basadas en el look y el estilo del canal, campañas y elementos promocionales para servir de apoyo. El paquete Animax estaba compuesto por series como Max Steel, Hombres de negro: la serie animada, Starship Troopers, Godzilla, Big Guy y Rusty el niño robot, entre otros.

### Antes del lanzamiento: intentos y propuestas
Sony Pictures Entertainment venía estudiando las posibilidades de transmitir anime en Latinoamérica, anunciando en 2003 que el canal AXN se sumaría a las señales transmisoras de este contenido en la región con un bloque de una hora, algo que ya sucedía en las señales AXN en países de Europa y Asia. Los títulos anunciados fueron las series Initial D, Noir y la película Sin: The Movie, siendo esta última la única en estrenarse en dicho canal en febrero del año siguiente.
Durante el año 2004, proponen al canal Locomotion (canal de animaciones para adultos especializado en el anime) asociarse para transmitir en él un bloque Animax, donde se emitirían animes curados por Sony Pictures Entertainment, pero dicha propuesta no llegó a concretarse.

### Lanzamiento (2005)
Los primeros indicios sobre la incursión del canal Animax en Latinoamérica iniciaron en el año 2005, con la compra de la señal de Locomotion por parte de Sony Pictures Entertainment el 18 de enero de 2005, que era propiedad de las empresas The Hearst Corporation y Corus Entertainment (participación accionaria de 50/50). Durante el lapso de tiempo de febrero a julio de ese año, en el canal Locomotion sucedieron cambios durante el proceso de transformación al nuevo canal, como la cancelación de estrenos y cierta inestabilidad en la programación. En el mes de mayo, el canal recién adquirido muda su centro de transmisiones de Argentina a Venezuela, hacia HBO Latin America Group, la comercializadora de los canales de Sony en Latinoamérica y en dicho proceso deja de emitir en la programación casi todos los programas que no fueran o tuvieran relación con el anime.
En abril, Sony Pictures Entertainment emite un comunicado a través de varios foros de la Internet, dicho comunicado fue incluido más tarde en la página oficial del canal.

 Animax finalmente llega a Latinoamérica. Una nueva señal de Sony Pictures Entertainment.
(Miami, abril 28 de 2005).- A partir del próximo 31 de julio, Sony Pictures Entertainment traerá a Latinoamérica el canal de animación japonesa Animax. Para el lanzamiento de Animax, una filial de Sony Pictures Entertainment compró la señal Locomotion el 18 de enero de 2005. Con esta transacción, Sony Pictures aumenta su portafolio de canales de televisión por suscripción en Latinoamérica y agrega Animax a sus ya posicionadas señales: Sony Entertainment Television y AXN.

Adicionalmente, la distribución de la señal de animación pasa a manos de HBO Latin America Group, grupo responsable de la transmisión de 13 canales, tanto básicos, como premium. 
Comunicado en www.animax-la.com, julio de 2005.

La introducción del canal Animax se realizó con antelación antes del lanzamiento como canal oficial. En las semanas previas a julio, en las señales hermanas AXN y Sony Entertainment Television, se inició una campaña publicitaria al estilo de un show mediático, llamada F.A.A (Frente Aliado del Anime), dicha campaña se utilizó como referencia antes, durante y después del reemplazo y "muerte" de Locomotion, bajo el eslogan «Un nuevo orden televisivo».
El 31 de julio de 2005 finalizan oficialmente las transmisiones de Locomotion a las 04:00 a. m., hora de México, 05:00 a. m. hora de Venezuela, 06:00 a. m. hora de Argentina. Después de ese momento apareció en la pantalla un reloj en retroceso marcando el inicio de Animax. El inicio de transmisiones y programación se hizo a las 11 a. m. hora de México, 12:00 p. m. hora de Venezuela, 13:00 horas de Argentina, oficialmente. Ese mismo día, a modo de promocionar el canal, se transmitieron en simultáneo el primer episodio de Hellsing y Wolf's Rain en los canales Sony Entertainment Television y AXN. Este hecho volvió a repetirse el 16 de octubre del mismo año, con los estrenos del primer episodio de Gantz y Full Metal Panic? Fumoffu.
La forma en que Sony intentó brindar un canal exclusivo de anime las 24 horas en Latinoamérica, se pensó poniendo series en dos formatos: las series que contuvieran más de 26 capítulos serían transmitidas todos los días, mientras que aquellas con una cantidad menor se emitirían ciertos días de la semana. Las series se transmitían dobladas al español y al portugués (en Brasil). Las series eran adquiridas de distribuidores locales (Xystus, Ledafilms, Televix, Cloverway y Sony Pictures), las cuales ya contaban con doblajes; también, de distribuidores extranjeros (Viz Media y ADV Films), que contaron con doblajes producidos por el canal, junto con aquellas que habían sido adquiridas por Locomotion y las series que Sony poseía para ser emitidas en las cadenas Animax alrededor del mundo.
Animax contaba con 3 feeds:
- Señal 1: Venezuela
- Señal 2: Brasil
- Señal 3: Señal Genérica disponible para el resto de Latinoamérica

Al final de cada serie, se presentó una sección llamada Animedia, en la que se presentaban videoclips de artistas japoneses, que luego incluiría artistas estadounidenses y latinoamericanos, datos curiosos sobre nerdcore, resúmenes de eventos relacionados, entrevistas a los creadores y estudios de anime y presentaciones sobre futuras series disponibles en el canal.

### Desarrollo (2006-2008)
A principios de 2006 fueron saliendo del aire las series de Locomotion que venían retransmitiendo. Desde inicios de 2007, contó con un segmento llamado Animax Nius (Nius = News), que emulaba un noticiero presentando noticias sobre diferentes temas. El 15 de agosto Animax estrenó una nueva página web, con un nuevo diseño y más contenido. Esto fue con motivo del cumplimiento de los dos años de existencia en Latinoamérica. En este mismo tiempo, el canal comenzaba a replantearse el redireccionamiento de su público objetivo.
En cuanto al supuesto estreno del anime de corte hentai Immoral Sister, fue corroborada su transmisión por los propios ejecutivos de Animax a través de la Revista Lazer de Editorial Ivrea (que ya había difundido esta "noticia" en números pasados); sin embargo, los OVAs de Immoral Sisters en realidad nunca fueron adquiridos y Animax no tenía intenciones de transmitir hentai. Algo similar ocurrió con el anime Kiddy Grade, este anime nunca fue adquirido por Animax y fue confundido con el anime SoltyRei.

### Animax 2.0 (2008-2009)
A partir del 5 de mayo, Animax cambió totalmente la imagen del canal por primera vez en Latinoamérica, promocionándose como Animax 2.0, apuntando a sumar contenidos relacionados con su target: el público adolescente.
Se generó una polémica acerca de las emisiones de Distraction (un programa de concursos de origen británico) y películas de imagen real licenciadas por Sony Pictures Entertainment en el bloque Reciclo, puesto que nada tenían que ver con el anime. Dichos cambios se debían al inicio de un plan estratégico poe parte de Sony Pictures para atraer a nuevos sectores juveniles y generar más audiencia.
El día 1 de octubre, el blog oficial de Animax confirmó la transmisión de la serie de su canal hermano AXN, Lost, lo que finalmente se dio el 5 de octubre, lo que dio pie al estreno de la primera serie de acción real en el canal.
En el comienzo de 2009 se dio la retransmisión temporal de música j-pop y j-rock en el segmento Animedia, que había sido ocupado por música occidental del sello Sony Music. El 3 de junio se dio el estreno de una serie de animación norteamericana para adultos, Spaceballs, basada en parodias a películas de ciencia ficción (principalmente a Star Wars), con transmisión también en Sony Entertainment Television.
Debido a la crisis de ingresos por la baja audiencia del canal, se incluyó en la programación un bloque de infomerciales, el cual era transmitido de lunes a domingo de 9:00 a 11:00 para México; a inicios del 2010 dichos anuncios serían retirados.
En octubre de 2009, se estrenó más contenido occidental en la programación, con lo cual cambia de ser un canal especializado en animación japonesa a uno de variedades; entre los programas estrenados están una barra de programas musicales también emitidos en Sony Entertainment Television, series de animación para adultos producidas por Sony y reality shows adquiridos de MTV; también comienza la emisión de películas con subtítulos en español en su bloque Reciclo, al cual le da más espacio, reduciendo así la programación anime.

Logotipo de Animax Latinoamérica utilizado desde el año 2005 hasta el año 2010.

### Relanzamiento y cierre (2010-2011)
En marzo de 2010, Sony Pictures Television anunció el relanzamiento de Animax a nivel mundial, que había sido renovado para enfocarse sobre un target juvenil más amplio y había expandido su visión programática para abarcar televisión, Internet, móvil y plataformas emergentes. El lanzamiento del nuevo Animax pretendía capturar a la audiencia juvenil global de 14 a 29. Los cambios en la marca comenzaron en la versión de Portugal en abril y llegaron en mayo a Latinoamérica.
El canal confirma el estreno de más contenido occidental, abriéndose así a las comedias de adolescentes.
En abril se anunció que se lanzaría una versión en HDTV del canal. En el mes de mayo estrena una nueva imagen renovada en su logotipo y propagandas ID, acorde con los cambios de las filiales de Europa y Asia, y con contenidos más variados, como ficción, realities, magazín, humor, y animación, ya que ésta seguiría siendo parte del canal, aunque en menor medida.
El 15 de septiembre de 2010, la vicepresidenta de Sony Pictures Television Latinoamérica, Klaudia Bermúdez Key, anunció al sitio web brasileño de espectáculos Tela Viva que Animax dejaría de emitir anime completamente a partir de marzo de 2011, transformándose en un canal de música, programas de imagen real y reality shows; desviándose totalmente de su público objetivo.
Iniciando octubre de 2010, salen del aire Hunter × Hunter, Crayon Shin-Chan, Fate/stay night, Samurai 7, Bokurano, Neon Genesis Evangelion, Hellsing, Mushishi, R.O.D the TV y 009-1, siendo los últimos animes que quedaban: Fullmetal Alchemist, Death Note, Blood+, Black Jack, Samurai X, Planet Survival, The Twelve Kingdoms, Get Backers y Prince of Tennis, que se emitían de lunes a domingo por la madrugada, en el horario de 2:00 a 6:30. A partir del 14 de marzo de 2011 se le suma Nodame Cantabile. Esta barra nocturna se mantendría en el nuevo canal Sony Spin hasta el mes de marzo de 2012, dónde se estrenaron Fullmetal Alchemist: Brotherhood y una nueva tanda de episodios de Bleach.
El canal desde inicios de 2011 empezaba a tener una mayor disminución de programas de tipo anime, algo que ya había sido anunciado desde septiembre de 2010. A partir del 28 de marzo de 2011, se confirma que Animax finalizaría sus emisiones por decisiones de Sony Pictures Entertainment, para dar paso al nuevo canal Sony Spin, a partir del 1 de mayo.
Según T.C. Schultz, VP ejecutivo de Canales Internacionales para Latinoamérica y Brasil de Sony Pictures Television, la decisión de eliminar Animax en la región y sustituirlo por Sony Spin, se debió a que el nicho de los seguidores del anime en Latinoamérica era muy reducido.

## Bloques y segmentos de programación
- Anímate a hablar (2005-2007): Espacio intersticial donde los jóvenes se expresaban y daban su opinión sobre algún tema.[13]
- Animax Nius (2007-2010): Segmento intersticial con noticias que no se veían en otro espacio.
- Animedia (2005-2009): Segmento intersticial que emitía videoclips musicales distribuidos por el sello Sony Music. En un principio se dedicaba solo a la música japonesa, luego fueron incluidos artistas internacionales. También emitía reseñas de artistas, de animes y entrevistas a sus realizadores.
- Lollipop (2007-2010): Bloque en el que se emitían series de anime con personajes femeninos sensuales.
- Martes Imperdibles (2008-2010): Bloque en el que se emitían series de anime consideradas los platos fuertes de la programación.
- Reciclo (2008-2011): Bloque de películas distribuidas por Sony Pictures.

## Cronología

### 2005
Julio
- Día 31, el canal inicia sus emisiones reemplazando al canal Locomotion. La programación de este día tuvo un orden de emisión especial, con la idea de presentar la mayoría de sus programas. También hubo una emisión simultánea en sus canales hermanos Sony Entertainment Television y AXN de las series Hellsing y Wolf's Rain.

Agosto
- Día 1, las emisiones comienzan su curso normal. Entre series heredadas de Locomotion y de adquisición propia, las que componen la grilla son: Candidate for Goddess, Crayon Shin-chan, Di Gi Charat Nyo, DNA², Arjuna, Fullmetal Alchemist, Galaxy Angel, Get Backers, .hack//SIGN, .hack//Legend of the Twilight, Hellsing, Hungry Heart, Hunter × Hunter, I'm Gonna Be An Angel!, Initial D, Last Exile, Tsukihime, Martian Succesor Nadesico, Pita Ten, The Prince of Tennis, Ran - The Samurai Girl, Saber Marionette J, Saber Marionette J to X, Serial Experiments Lain, Soul Hunter, Stratos 4, Vandread y Wolf's Rain.[34]

Octubre
- Día 16, se hace un preestreno de las series Full Metal Panic? Fumoffu y Gantz, emitiendo el primer episodio de ambas series en conjunto con los canales Sony Entertainment Television y AXN.[35]
- Día 18, se estrena Full Metal Panic? Fumoffu.[36]
- Día 20, se estrenan Dear Boys y Gantz.[36]
- Día 21, se estrena S-CRY-ed.[36]

### 2006
Febrero
- Día 10, se estrena Vandread: The Second Stage.[37]

Abril
- Día 1, maratón Full Metal Panic? Fumoffu.[38]
- Día 4, se estrena Steel Angel Kurumi.[39]
- Día 12, se estrena Burst Angel.[40]
- Día 22, se emite una maratón de Hellsing.[41]
- Día 24, se estrena Noir.[42]

Mayo
- Día 10, se estrena Saikano.

Julio
- Se estrena una franja de series de acción, emitida una por día: Barom One, Demon Lord Dante, Cosmo Warrior Zero, Gun Frontier y Mars, The Terminator.[43]

Agosto
- Se estrena Galaxy Angel Z.
- Día 7, se estrena Heat Guy J.
- Día 10, se estrena Mythical Sleuth Loki.

Septiembre
- Se estrena otra franja de series de acción, compuesta por: Beast Fighter, Wild 7 Swirling Canal, Genma Wars, Super Submarine 99 y Babel II: Beyond Infinity.

Octubre
- Día 19, se estrena Samurai 7.
- Día 20, se estrena The Super Milk-chan Show.

Noviembre
- Día 23, se estrena Musumet.

### 2007
Febrero
- Se estrena Twin Spica.
- Día 5, se estrena Planet Survival.

Abril
- Día 30, se estrenan Blood+ y The Twelve Kingdoms.[44]

Mayo
- Día 1, se estrena Montecristo.

Julio
- Día 6, se estrena Excel Saga.

Septiembre
- Día 5, se estrenan Basilisk y Trinity Blood.
- Día 6, se estrena el bloque Lollipop, que incluye el estreno de Speed Grapher.[14]

### 2008
Marzo
- Se estrena Legend of Blue.[45]

Mayo
- Animax renueva su imagen, dando lugar al concepto Animax 2.0.
- Día 6, se estrena el segmento Martes Imperdibles con: Bleach, Renewal of Evangelion, Hell Girl y la reposición de Hellsing.
- También se estrenan el bloque Reciclo, una franquicia de películas distribuidas por Sony Pictures y el programa de concursos británico Distraction.

Junio
- Día 9, se estrenan nuevos episodios de Crayon Shin-chan.
- Día 30, se estrena Humanoid Monster Bem.

Julio
- Día 28, se estrenan nuevos episodios de The Prince of Tennis.

Agosto
- Día 27, se estrenan nuevos episodios de Hunter × Hunter (Greed Island y Greed Island Final).

Septiembre
- Día 29, se estrenan Samurai X y R.O.D the TV.[46]

Octubre
- Día 1, se estrena SoltyRei.
- Día 5, se estrena Lost.

Noviembre
- Día 4, se estrena en Martes Imperdibles: Mushishi.
- Día 6, se estrenan en Lollipop: xxxHolic y 009-1.

### 2009
Marzo
- Día 3, se estrena Death Note.[47]
- Día 4, se estrena The Middleman.
- Día 6, se estrena Blood Ties.

Junio
- Día 3, se estrena Spaceballs.[21]

Julio
- El bloque Reciclo se renovaría con cuatro películas, entre las que destacaban el estreno de Final Fantasy VII: Advent Children,[48] junto con otros títulos como Terror en Silent Hill.

Agosto
- Día 3, se estrenan Bokurano y Black Jack.
- Día 7, se estrenan Fate/stay night y Black Cat.

Noviembre
- Se estrenan dos reality-shows: Living Lahaina y Maui Fever.
- También se estrenan cuatro programas enfocados en la música: Live From Abbey Road, Rock Road, FusionA2 y SesioneS con Alejandro Franco.
- Día 4, se estrenan The Boondocks y Lil' Bush.
- Día 9, se estrena American Dreams.

### 2010
Enero
- Día 17, se emiten los Video Games Awards 2009.[49]

Abril
- Se estrenan las series Make It or Break It y Ruby & The Rockits, abriéndose a las comedias de adolescentes.

Mayo
- Día 3, el canal renueva su imagen por segunda vez en la región. Esto obedece a un cambio dado a nivel internacional en la marca Animax. Se estrena la serie Clueless.
- Día 4, se estrenan Kaya y 10 Things I Hate About You.
- Día 5, se estrena Gamers TV.

### 2011
Marzo
- Día 14, se estrena Nodame Cantabile.

Mayo
- Día 1, el canal cesa sus emisiones dando lugar al canal Sony Spin.

## Logotipos

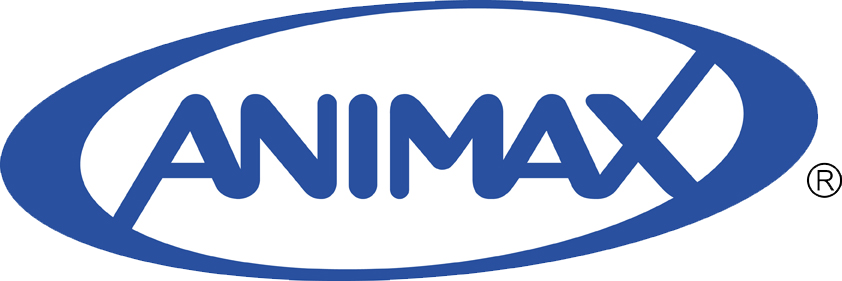
2005-2010
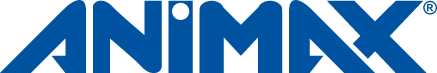
2010-2011

## Eslóganes
- 2005: Un nuevo orden televisivo
- 2005-2007: 24 horas full anime
- 2008-2009: Animax 2.0
- 2009-2011: TV extraordinaria